# Hualpén
Hualpén è un comune del Cile della provincia di Concepción nella Regione del Bío Bío. Al censimento del 2002 possedeva una popolazione di 88.046 abitanti.

## Storia
Il comune è stato formato il 15 marzo 2004 dalla parte meridionale del comune di Talcahuano.